# Jurij Hruznow
Jurij Mykołajowycz Hruznow, ukr. Юрій Миколайович Грузнов, ros. Юрий Николаевич Грузнов, Jurij Nikołajewicz Gruznow (ur. 22 lutego 1947 w Czernihowie) – ukraiński piłkarz, grający na pozycji bramkarza, trener piłkarski.

## Kariera piłkarska
W 1965 rozpoczął karierę piłkarską w drużynie rezerw Dynama Kijów. Latem 1966 został piłkarzem Desny Czernihów. W 1971 przeszedł do Dynama Chmielnicki, w którym zakończył karierę piłkarza. Potem powrócił do Czernihowa, gdzie występował w zespołach amatorskich, m.in. Chimik Czernihów.

## Kariera trenerska
Po zakończeniu kariery piłkarza rozpoczął pracę szkoleniowca. Najpierw szkolił dzieci w Szkole Sportowej Desna Czernihów. W 1990 został zaproszony do sztabu szkoleniowego Desny Czernihów, którym kierował do lipca 1993. Potem prowadził białoruski Fandok Bobrujsk. W październiku 1995 pełnił obowiązki głównego trenera Krywbasa Krzywy Róg. W 1997 ponownie pracował na Białorusi, tym razem z FK Homel. Od sierpnia 1999 do czerwca 2002 ponownie stał na czele Desny Czernihów. W 2012 trenował piłkarek klubu Łehenda-SzWSM Czernihów.